# Vuelta a Andalucía 2022
Vuelta a Andalucía 2022 (omtalt Ruta del Sol) var den 68. udgave af det spanske etapeløb Vuelta a Andalucía. Cykelløbets fem etaper blev kørt fra 16. februar med start i Ubrique til 20. februar 2022 hvor det sluttede i Chiclana de Segura. Løbet var en del af UCI ProSeries 2022. Den samlede vinder af løbet blev hollandske Wout Poels fra Bahrain Victorious.

## Etaperne
| Etape    | Dato     | Start – Mål                | type              | Afstand (km) | Elevation (m) | Etapevinder      | Førende rytter  |
| -------- | -------- | -------------------------- | ----------------- | ------------ | ------------- | ---------------- | --------------- |
| 1. etape | 16. feb. | Ubrique – Iznájar          | middel bjergetape | 200,7        | 3.460 m       | Rune Herregodts  | Rune Herregodts |
| 2. etape | 17. feb. | Archidona – Alcalá la Real | middel bjergetape | 150,6        | 2.986 m       | Alessandro Covi  | Alessandro Covi |
| 3. etape | 18. feb. | Lucena – Villa de Otura    | middel bjergetape | 152,6        | 2.873 m       | Magnus Sheffield | Alessandro Covi |
| 4. etape | 19. feb. | Cúllar Vega – Baza         | middel bjergetape | 165,6        | 2.987 m       | Wout Poels       | Wout Poels      |
| 5. etape | 20. feb. | Huesa – Chiclana de Segura | middel bjergetape | 167,1        | 2.899 m       | Lennard Kämna    | Wout Poels      |

### 1. etape
| Ubrique - Iznájar | middel bjergetape | (200,7 km) |

| \| Etaperesultat \| Etaperesultat \| Etaperesultat \| Etaperesultat \| Etaperesultat \| \| Rytter \| Rytter \| Hold \| Tid \| \| \| ------------- \| ----------------- \| ------------------------ \| ------------- \| ------------- \| \| 1. \| Rune Herregodts \| Sport Vlaanderen-Baloise \| 5t 16' 44" \| \| \| 2. \| Stephen Bassett \| Human Powered Health \| + 2" \| \| \| 3. \| Ander Okamika \| Burgos-BH \| + 2" \| \| \| 4. \| Xabier Isasa \| Euskaltel-Euskadi \| + 12" \| \| \| 5. \| Lindsay De Vylder \| Sport Vlaanderen-Baloise \| + 15" \| \| \| 6. \| Mark Christian \| Eolo-Kometa \| + 16" \| \| \| 7. \| Alessandro Covi \| UAE Team Emirates \| + 31" \| \| \| 8. \| Gonzalo Serrano \| Movistar Team \| + 37" \| \| \| 9. \| Matteo Trentin \| UAE Team Emirates \| + 37" \| \| \| 10. \| Benoît Cosnefroy \| AG2R Citroën Team \| + 37" \| \| |                   |                          |            |
| |                   |                          |            |
| Kilde: ProCyclingStats |                   |                          |            |
| Etaperesultat |                   |                          |            |
| Rytter | Rytter            | Hold                     | Tid        |
| 1. | Rune Herregodts   | Sport Vlaanderen-Baloise | 5t 16' 44" |
| 2. | Stephen Bassett   | Human Powered Health     | + 2"       |
| 3. | Ander Okamika     | Burgos-BH                | + 2"       |
| 4. | Xabier Isasa      | Euskaltel-Euskadi        | + 12"      |
| 5. | Lindsay De Vylder | Sport Vlaanderen-Baloise | + 15"      |
| 6. | Mark Christian    | Eolo-Kometa              | + 16"      |
| 7. | Alessandro Covi   | UAE Team Emirates        | + 31"      |
| 8. | Gonzalo Serrano   | Movistar Team            | + 37"      |
| 9. | Matteo Trentin    | UAE Team Emirates        | + 37"      |
| 10. | Benoît Cosnefroy  | AG2R Citroën Team        | + 37"      |

| \| Samlede stilling \| Samlede stilling \| Samlede stilling \| Samlede stilling \| Samlede stilling \| \| Rytter \| Rytter \| Hold \| Tid \| \| \| ---------------- \| ----------------- \| ------------------------ \| ---------------- \| ---------------- \| \| 1. \| Rune Herregodts \| Sport Vlaanderen-Baloise \| 5t 16' 44" \| \| \| 2. \| Stephen Bassett \| Human Powered Health \| + 2" \| \| \| 3. \| Ander Okamika \| Burgos-BH \| + 2" \| \| \| 4. \| Xabier Isasa \| Euskaltel-Euskadi \| + 12" \| \| \| 5. \| Lindsay De Vylder \| Sport Vlaanderen-Baloise \| + 15" \| \| \| 6. \| Mark Christian \| Eolo-Kometa \| + 18" \| \| \| 7. \| Alessandro Covi \| UAE Team Emirates \| + 31" \| \| \| 8. \| Gonzalo Serrano \| Movistar Team \| + 37" \| \| \| 9. \| Matteo Trentin \| UAE Team Emirates \| + 37" \| \| \| 10. \| Benoît Cosnefroy \| AG2R Citroën Team \| + 37" \| \| |                   |                          |            |
| |                   |                          |            |
| Kilde: ProCyclingStats |                   |                          |            |
| Samlede stilling |                   |                          |            |
| Rytter | Rytter            | Hold                     | Tid        |
| 1. | Rune Herregodts   | Sport Vlaanderen-Baloise | 5t 16' 44" |
| 2. | Stephen Bassett   | Human Powered Health     | + 2"       |
| 3. | Ander Okamika     | Burgos-BH                | + 2"       |
| 4. | Xabier Isasa      | Euskaltel-Euskadi        | + 12"      |
| 5. | Lindsay De Vylder | Sport Vlaanderen-Baloise | + 15"      |
| 6. | Mark Christian    | Eolo-Kometa              | + 18"      |
| 7. | Alessandro Covi   | UAE Team Emirates        | + 31"      |
| 8. | Gonzalo Serrano   | Movistar Team            | + 37"      |
| 9. | Matteo Trentin    | UAE Team Emirates        | + 37"      |
| 10. | Benoît Cosnefroy  | AG2R Citroën Team        | + 37"      |

### 2. etape
| Archidona - Alcalá la Real | middel bjergetape | (150,6 km) |

| \| Etaperesultat \| Etaperesultat \| Etaperesultat \| Etaperesultat \| Etaperesultat \| \| Rytter \| Rytter \| Hold \| Tid \| \| \| ------------- \| ------------------ \| ---------------------------------- \| ------------- \| ------------- \| \| 1. \| Alessandro Covi \| UAE Team Emirates \| 3t 57' 46" \| \| \| 2. \| Miguel Ángel López \| Astana Qazaqstan Team \| + 2" \| \| \| 3. \| Iván Sosa \| Movistar Team \| + 4" \| \| \| 4. \| Jack Haig \| Bahrain Victorious \| + 4" \| \| \| 5. \| Steff Cras \| Lotto-Soudal \| + 4" \| \| \| 6. \| Carlos Rodríguez \| Ineos Grenadiers \| + 4" \| \| \| 7. \| Dries Devenyns \| Quick-Step Alpha Vinyl \| + 4" \| \| \| 8. \| Domenico Pozzovivo \| Intermarché-Wanty-Gobert Matériaux \| + 4" \| \| \| 9. \| Simon Clarke \| Israel-Premier Tech \| + 4" \| \| \| 10. \| Cristián Rodríguez \| TotalEnergies \| + 4" \| \| |                    |                                    |            |
| |                    |                                    |            |
| Kilde: ProCyclingStats |                    |                                    |            |
| Etaperesultat |                    |                                    |            |
| Rytter | Rytter             | Hold                               | Tid        |
| 1. | Alessandro Covi    | UAE Team Emirates                  | 3t 57' 46" |
| 2. | Miguel Ángel López | Astana Qazaqstan Team              | + 2"       |
| 3. | Iván Sosa          | Movistar Team                      | + 4"       |
| 4. | Jack Haig          | Bahrain Victorious                 | + 4"       |
| 5. | Steff Cras         | Lotto-Soudal                       | + 4"       |
| 6. | Carlos Rodríguez   | Ineos Grenadiers                   | + 4"       |
| 7. | Dries Devenyns     | Quick-Step Alpha Vinyl             | + 4"       |
| 8. | Domenico Pozzovivo | Intermarché-Wanty-Gobert Matériaux | + 4"       |
| 9. | Simon Clarke       | Israel-Premier Tech                | + 4"       |
| 10. | Cristián Rodríguez | TotalEnergies                      | + 4"       |

| \| Samlede stilling \| Samlede stilling \| Samlede stilling \| Samlede stilling \| Samlede stilling \| \| Rytter \| Rytter \| Hold \| Tid \| \| \| ---------------- \| ------------------ \| ---------------------------------- \| ---------------- \| ---------------- \| \| 1. \| Alessandro Covi \| UAE Team Emirates \| 9t 15' 01" \| \| \| 2. \| Ander Okamika \| Burgos-BH \| + 5" \| \| \| 3. \| Miguel Ángel López \| Astana Qazaqstan Team \| + 8" \| \| \| 4. \| Jack Haig \| Bahrain Victorious \| + 10" \| \| \| 5. \| Dries Devenyns \| Quick-Step Alpha Vinyl \| + 10" \| \| \| 6. \| Simon Clarke \| Israel-Premier Tech \| + 10" \| \| \| 7. \| Steff Cras \| Lotto-Soudal \| + 10" \| \| \| 8. \| Cristián Rodríguez \| TotalEnergies \| + 10" \| \| \| 9. \| Iván Sosa \| Movistar Team \| + 10" \| \| \| 10. \| Domenico Pozzovivo \| Intermarché-Wanty-Gobert Matériaux \| + 10" \| \| |                    |                                    |            |
| |                    |                                    |            |
| Kilde: ProCyclingStats |                    |                                    |            |
| Samlede stilling |                    |                                    |            |
| Rytter | Rytter             | Hold                               | Tid        |
| 1. | Alessandro Covi    | UAE Team Emirates                  | 9t 15' 01" |
| 2. | Ander Okamika      | Burgos-BH                          | + 5"       |
| 3. | Miguel Ángel López | Astana Qazaqstan Team              | + 8"       |
| 4. | Jack Haig          | Bahrain Victorious                 | + 10"      |
| 5. | Dries Devenyns     | Quick-Step Alpha Vinyl             | + 10"      |
| 6. | Simon Clarke       | Israel-Premier Tech                | + 10"      |
| 7. | Steff Cras         | Lotto-Soudal                       | + 10"      |
| 8. | Cristián Rodríguez | TotalEnergies                      | + 10"      |
| 9. | Iván Sosa          | Movistar Team                      | + 10"      |
| 10. | Domenico Pozzovivo | Intermarché-Wanty-Gobert Matériaux | + 10"      |

### 3. etape
| Lucena - Villa de Otura | middel bjergetape | (152,6 km) |

| \| Etaperesultat \| Etaperesultat \| Etaperesultat \| Etaperesultat \| Etaperesultat \| \| Rytter \| Rytter \| Hold \| Tid \| \| \| ------------- \| ------------------ \| ---------------------- \| ------------- \| ------------- \| \| 1. \| Magnus Sheffield \| Ineos Grenadiers \| 3t 54' 37" \| \| \| 2. \| Simon Clarke \| Israel-Premier Tech \| + 3" \| \| \| 3. \| Stan Dewulf \| AG2R Citroën Team \| + 3" \| \| \| 4. \| Ben Turner \| Ineos Grenadiers \| + 3" \| \| \| 5. \| Mauri Vansevenant \| Quick-Step Alpha Vinyl \| + 3" \| \| \| 6. \| Wout Poels \| Bahrain Victorious \| + 3" \| \| \| 7. \| Alessandro Covi \| UAE Team Emirates \| + 3" \| \| \| 8. \| Simon Yates \| BikeExchange-Jayco \| + 3" \| \| \| 9. \| Miguel Ángel López \| Astana Qazaqstan Team \| + 3" \| \| \| 10. \| Dries Devenyns \| Quick-Step Alpha Vinyl \| + 3" \| \| |                    |                        |            |
| |                    |                        |            |
| Kilde: ProCyclingStats |                    |                        |            |
| Etaperesultat |                    |                        |            |
| Rytter | Rytter             | Hold                   | Tid        |
| 1. | Magnus Sheffield   | Ineos Grenadiers       | 3t 54' 37" |
| 2. | Simon Clarke       | Israel-Premier Tech    | + 3"       |
| 3. | Stan Dewulf        | AG2R Citroën Team      | + 3"       |
| 4. | Ben Turner         | Ineos Grenadiers       | + 3"       |
| 5. | Mauri Vansevenant  | Quick-Step Alpha Vinyl | + 3"       |
| 6. | Wout Poels         | Bahrain Victorious     | + 3"       |
| 7. | Alessandro Covi    | UAE Team Emirates      | + 3"       |
| 8. | Simon Yates        | BikeExchange-Jayco     | + 3"       |
| 9. | Miguel Ángel López | Astana Qazaqstan Team  | + 3"       |
| 10. | Dries Devenyns     | Quick-Step Alpha Vinyl | + 3"       |

| \| Samlede stilling \| Samlede stilling \| Samlede stilling \| Samlede stilling \| Samlede stilling \| \| Rytter \| Rytter \| Hold \| Tid \| \| \| ---------------- \| ------------------ \| ---------------------------------- \| ---------------- \| ---------------- \| \| 1. \| Alessandro Covi \| UAE Team Emirates \| 13t 09' 41" \| \| \| 2. \| Miguel Ángel López \| Astana Qazaqstan Team \| + 8" \| \| \| 3. \| Simon Clarke \| Israel-Premier Tech \| + 10" \| \| \| 4. \| Dries Devenyns \| Quick-Step Alpha Vinyl \| + 10" \| \| \| 5. \| Steff Cras \| Lotto-Soudal \| + 10" \| \| \| 6. \| Jack Haig \| Bahrain Victorious \| + 10" \| \| \| 7. \| Cristián Rodríguez \| TotalEnergies \| + 10" \| \| \| 8. \| Iván Sosa \| Movistar Team \| + 10" \| \| \| 9. \| Domenico Pozzovivo \| Intermarché-Wanty-Gobert Matériaux \| + 10" \| \| \| 10. \| Carlos Rodríguez \| Ineos Grenadiers \| + 10" \| \| |                    |                                    |             |
| |                    |                                    |             |
| Kilde: ProCyclingStats |                    |                                    |             |
| Samlede stilling |                    |                                    |             |
| Rytter | Rytter             | Hold                               | Tid         |
| 1. | Alessandro Covi    | UAE Team Emirates                  | 13t 09' 41" |
| 2. | Miguel Ángel López | Astana Qazaqstan Team              | + 8"        |
| 3. | Simon Clarke       | Israel-Premier Tech                | + 10"       |
| 4. | Dries Devenyns     | Quick-Step Alpha Vinyl             | + 10"       |
| 5. | Steff Cras         | Lotto-Soudal                       | + 10"       |
| 6. | Jack Haig          | Bahrain Victorious                 | + 10"       |
| 7. | Cristián Rodríguez | TotalEnergies                      | + 10"       |
| 8. | Iván Sosa          | Movistar Team                      | + 10"       |
| 9. | Domenico Pozzovivo | Intermarché-Wanty-Gobert Matériaux | + 10"       |
| 10. | Carlos Rodríguez   | Ineos Grenadiers                   | + 10"       |

### 4. etape
| Cúllar Vega - Baza | middel bjergetape | (165,6 km) |

| \| Etaperesultat \| Etaperesultat \| Etaperesultat \| Etaperesultat \| Etaperesultat \| \| Rytter \| Rytter \| Hold \| Tid \| \| \| ------------- \| ------------------ \| ---------------------- \| ------------- \| ------------- \| \| 1. \| Wout Poels \| Bahrain Victorious \| 3t 56' 52" \| \| \| 2. \| Aleksej Lutsenko \| Astana Qazaqstan Team \| + 0" \| \| \| 3. \| Mauri Vansevenant \| Quick-Step Alpha Vinyl \| + 18" \| \| \| 4. \| Simon Yates \| BikeExchange-Jayco \| + 18" \| \| \| 5. \| Damiano Caruso \| Bahrain Victorious \| + 18" \| \| \| 6. \| Cristián Rodríguez \| TotalEnergies \| + 18" \| \| \| 7. \| Jack Haig \| Bahrain Victorious \| + 18" \| \| \| 8. \| Iván Sosa \| Movistar Team \| + 18" \| \| \| 9. \| Ben O'Connor \| AG2R Citroën Team \| + 18" \| \| \| 10. \| Miguel Ángel López \| Astana Qazaqstan Team \| + 18" \| \| |                    |                        |            |
| |                    |                        |            |
| Kilde: ProCyclingStats |                    |                        |            |
| Etaperesultat |                    |                        |            |
| Rytter | Rytter             | Hold                   | Tid        |
| 1. | Wout Poels         | Bahrain Victorious     | 3t 56' 52" |
| 2. | Aleksej Lutsenko   | Astana Qazaqstan Team  | + 0"       |
| 3. | Mauri Vansevenant  | Quick-Step Alpha Vinyl | + 18"      |
| 4. | Simon Yates        | BikeExchange-Jayco     | + 18"      |
| 5. | Damiano Caruso     | Bahrain Victorious     | + 18"      |
| 6. | Cristián Rodríguez | TotalEnergies          | + 18"      |
| 7. | Jack Haig          | Bahrain Victorious     | + 18"      |
| 8. | Iván Sosa          | Movistar Team          | + 18"      |
| 9. | Ben O'Connor       | AG2R Citroën Team      | + 18"      |
| 10. | Miguel Ángel López | Astana Qazaqstan Team  | + 18"      |

| \| Samlede stilling \| Samlede stilling \| Samlede stilling \| Samlede stilling \| Samlede stilling \| \| Rytter \| Rytter \| Hold \| Tid \| \| \| ---------------- \| ------------------ \| ---------------------- \| ---------------- \| ---------------- \| \| 1. \| Wout Poels \| Bahrain Victorious \| 17t 06' 49" \| \| \| 2. \| Miguel Ángel López \| Astana Qazaqstan Team \| + 10" \| \| \| 3. \| Cristián Rodríguez \| TotalEnergies \| + 12" \| \| \| 4. \| Jack Haig \| Bahrain Victorious \| + 12" \| \| \| 5. \| Iván Sosa \| Movistar Team \| + 12" \| \| \| 6. \| Carlos Rodríguez \| Ineos Grenadiers \| + 12" \| \| \| 7. \| Simon Yates \| BikeExchange-Jayco \| + 21" \| \| \| 8. \| Ben O'Connor \| AG2R Citroën Team \| + 21" \| \| \| 9. \| Aleksej Lutsenko \| Astana Qazaqstan Team \| + 24" \| \| \| 10. \| Mauri Vansevenant \| Quick-Step Alpha Vinyl \| + 27" \| \| |                    |                        |             |
| |                    |                        |             |
| Kilde: ProCyclingStats |                    |                        |             |
| Samlede stilling |                    |                        |             |
| Rytter | Rytter             | Hold                   | Tid         |
| 1. | Wout Poels         | Bahrain Victorious     | 17t 06' 49" |
| 2. | Miguel Ángel López | Astana Qazaqstan Team  | + 10"       |
| 3. | Cristián Rodríguez | TotalEnergies          | + 12"       |
| 4. | Jack Haig          | Bahrain Victorious     | + 12"       |
| 5. | Iván Sosa          | Movistar Team          | + 12"       |
| 6. | Carlos Rodríguez   | Ineos Grenadiers       | + 12"       |
| 7. | Simon Yates        | BikeExchange-Jayco     | + 21"       |
| 8. | Ben O'Connor       | AG2R Citroën Team      | + 21"       |
| 9. | Aleksej Lutsenko   | Astana Qazaqstan Team  | + 24"       |
| 10. | Mauri Vansevenant  | Quick-Step Alpha Vinyl | + 27"       |

### 5. etape
| Huesa - Chiclana de Segura | middel bjergetape | (167,1 km) |

| \| Etaperesultat \| Etaperesultat \| Etaperesultat \| Etaperesultat \| Etaperesultat \| \| Rytter \| Rytter \| Hold \| Tid \| \| \| ------------- \| ----------------- \| --------------------- \| ------------- \| ------------- \| \| 1. \| Lennard Kämna \| Bora-Hansgrohe \| 3t 43' 05" \| \| \| 2. \| Lorenzo Fortunato \| Eolo-Kometa \| + 4" \| \| \| 3. \| Alessandro Covi \| UAE Team Emirates \| + 10" \| \| \| 4. \| Magnus Sheffield \| Ineos Grenadiers \| + 12" \| \| \| 5. \| Gonzalo Serrano \| Movistar Team \| + 25" \| \| \| 6. \| Emanuel Buchmann \| Bora-Hansgrohe \| + 26" \| \| \| 7. \| Stefano Oldani \| Alpecin-Fenix \| + 26" \| \| \| 8. \| Simone Velasco \| Astana Qazaqstan Team \| + 29" \| \| \| 9. \| Floris De Tier \| Alpecin-Fenix \| + 39" \| \| \| 10. \| Nelson Oliveira \| Movistar Team \| + 49" \| \| |                   |                       |            |
| |                   |                       |            |
| Kilde: ProCyclingStats |                   |                       |            |
| Etaperesultat |                   |                       |            |
| Rytter | Rytter            | Hold                  | Tid        |
| 1. | Lennard Kämna     | Bora-Hansgrohe        | 3t 43' 05" |
| 2. | Lorenzo Fortunato | Eolo-Kometa           | + 4"       |
| 3. | Alessandro Covi   | UAE Team Emirates     | + 10"      |
| 4. | Magnus Sheffield  | Ineos Grenadiers      | + 12"      |
| 5. | Gonzalo Serrano   | Movistar Team         | + 25"      |
| 6. | Emanuel Buchmann  | Bora-Hansgrohe        | + 26"      |
| 7. | Stefano Oldani    | Alpecin-Fenix         | + 26"      |
| 8. | Simone Velasco    | Astana Qazaqstan Team | + 29"      |
| 9. | Floris De Tier    | Alpecin-Fenix         | + 39"      |
| 10. | Nelson Oliveira   | Movistar Team         | + 49"      |

## Resultater
| \| Samlede stilling \| Samlede stilling \| Samlede stilling \| Samlede stilling \| Samlede stilling \| \| Rytter \| Rytter \| Hold \| Tid \| \| \| ---------------- \| ------------------ \| ---------------------- \| ---------------- \| ---------------- \| \| 1. \| Wout Poels \| Bahrain Victorious \| 20t 51' 27" \| \| \| 2. \| Cristián Rodríguez \| TotalEnergies \| + 14" \| \| \| 3. \| Miguel Ángel López \| Astana Qazaqstan Team \| + 15" \| \| \| 4. \| Carlos Rodríguez \| Ineos Grenadiers \| + 19" \| \| \| 5. \| Simon Yates \| BikeExchange-Jayco \| + 20" \| \| \| 6. \| Jack Haig \| Bahrain Victorious \| + 22" \| \| \| 7. \| Ben O'Connor \| AG2R Citroën Team \| + 26" \| \| \| 8. \| Mauri Vansevenant \| Quick-Step Alpha Vinyl \| + 32" \| \| \| 9. \| Aleksej Lutsenko \| Astana Qazaqstan Team \| + 34" \| \| \| 10. \| Iván Sosa \| Movistar Team \| + 39" \| \| |                    |                        |             |
| |                    |                        |             |
| Kilde: ProCyclingStats |                    |                        |             |
| Samlede stilling |                    |                        |             |
| Rytter | Rytter             | Hold                   | Tid         |
| 1. | Wout Poels         | Bahrain Victorious     | 20t 51' 27" |
| 2. | Cristián Rodríguez | TotalEnergies          | + 14"       |
| 3. | Miguel Ángel López | Astana Qazaqstan Team  | + 15"       |
| 4. | Carlos Rodríguez   | Ineos Grenadiers       | + 19"       |
| 5. | Simon Yates        | BikeExchange-Jayco     | + 20"       |
| 6. | Jack Haig          | Bahrain Victorious     | + 22"       |
| 7. | Ben O'Connor       | AG2R Citroën Team      | + 26"       |
| 8. | Mauri Vansevenant  | Quick-Step Alpha Vinyl | + 32"       |
| 9. | Aleksej Lutsenko   | Astana Qazaqstan Team  | + 34"       |
| 10. | Iván Sosa          | Movistar Team          | + 39"       |

| Samlede stilling | Samlede stilling   | Samlede stilling       | Samlede stilling | Samlede stilling |
| Rytter           | Rytter             | Hold                   | Tid              |                  |
| ---------------- | ------------------ | ---------------------- | ---------------- | ---------------- |
| 1.               | Wout Poels         | Bahrain Victorious     | 20t 51' 27"      |                  |
| 2.               | Cristián Rodríguez | TotalEnergies          | + 14"            |                  |
| 3.               | Miguel Ángel López | Astana Qazaqstan Team  | + 15"            |                  |
| 4.               | Carlos Rodríguez   | Ineos Grenadiers       | + 19"            |                  |
| 5.               | Simon Yates        | BikeExchange-Jayco     | + 20"            |                  |
| 6.               | Jack Haig          | Bahrain Victorious     | + 22"            |                  |
| 7.               | Ben O'Connor       | AG2R Citroën Team      | + 26"            |                  |
| 8.               | Mauri Vansevenant  | Quick-Step Alpha Vinyl | + 32"            |                  |
| 9.               | Aleksej Lutsenko   | Astana Qazaqstan Team  | + 34"            |                  |
| 10.              | Iván Sosa          | Movistar Team          | + 39"            |                  |

| Pointkonkurrence | Pointkonkurrence   | Pointkonkurrence       | Pointkonkurrence | Pointkonkurrence |
| Rytter           | Rytter             | Hold                   | Point            |                  |
| ---------------- | ------------------ | ---------------------- | ---------------- | ---------------- |
| 1.               | Alessandro Covi    | UAE Team Emirates      | 59 point         |                  |
| 2.               | Wout Poels         | Bahrain Victorious     | 41 point         |                  |
| 3.               | Magnus Sheffield   | Ineos Grenadiers       | 39 point         |                  |
| 4.               | Miguel Ángel López | Astana Qazaqstan Team  | 33 point         |                  |
| 5.               | Mauri Vansevenant  | Quick-Step Alpha Vinyl | 31 point         |                  |
| 6.               | Simon Clarke       | Israel-Premier Tech    | 31 point         |                  |
| 7.               | Simon Yates        | BikeExchange-Jayco     | 29 point         |                  |
| 8.               | Lennard Kämna      | Bora-Hansgrohe         | 25 point         |                  |
| 9.               | Aleksej Lutsenko   | Astana Qazaqstan Team  | 25 point         |                  |
| 10.              | Gonzalo Serrano    | Movistar Team          | 25 point         |                  |

| Pointkonkurrence | Pointkonkurrence   | Pointkonkurrence       | Pointkonkurrence | Pointkonkurrence |
| Rytter           | Rytter             | Hold                   | Point            |                  |
| ---------------- | ------------------ | ---------------------- | ---------------- | ---------------- |
| 1.               | Alessandro Covi    | UAE Team Emirates      | 59 point         |                  |
| 2.               | Wout Poels         | Bahrain Victorious     | 41 point         |                  |
| 3.               | Magnus Sheffield   | Ineos Grenadiers       | 39 point         |                  |
| 4.               | Miguel Ángel López | Astana Qazaqstan Team  | 33 point         |                  |
| 5.               | Mauri Vansevenant  | Quick-Step Alpha Vinyl | 31 point         |                  |
| 6.               | Simon Clarke       | Israel-Premier Tech    | 31 point         |                  |
| 7.               | Simon Yates        | BikeExchange-Jayco     | 29 point         |                  |
| 8.               | Lennard Kämna      | Bora-Hansgrohe         | 25 point         |                  |
| 9.               | Aleksej Lutsenko   | Astana Qazaqstan Team  | 25 point         |                  |
| 10.              | Gonzalo Serrano    | Movistar Team          | 25 point         |                  |

| Bjergkonkurrence | Bjergkonkurrence   | Bjergkonkurrence       | Bjergkonkurrence | Bjergkonkurrence |
| Rytter           | Rytter             | Hold                   | Point            |                  |
| ---------------- | ------------------ | ---------------------- | ---------------- | ---------------- |
| 1.               | Jon Barrenetxea    | Caja Rural-Seguros RGA | 30 point         |                  |
| 2.               | Álvaro Cuadros     | Caja Rural-Seguros RGA | 24 point         |                  |
| 3.               | Aleksej Lutsenko   | Astana Qazaqstan Team  | 24 point         |                  |
| 4.               | Xabier Isasa       | Euskaltel-Euskadi      | 21 point         |                  |
| 5.               | Ben O'Connor       | AG2R Citroën Team      | 14 point         |                  |
| 6.               | Miguel Ángel López | Astana Qazaqstan Team  | 12 point         |                  |
| 7.               | Ander Okamika      | Burgos-BH              | 12 point         |                  |
| 8.               | Gotzon Martín      | Euskaltel-Euskadi      | 10 point         |                  |
| 9.               | Lorenzo Fortunato  | Eolo-Kometa            | 7 point          |                  |
| 10.              | Lennard Kämna      | Bora-Hansgrohe         | 6 point          |                  |

| Bjergkonkurrence | Bjergkonkurrence   | Bjergkonkurrence       | Bjergkonkurrence | Bjergkonkurrence |
| Rytter           | Rytter             | Hold                   | Point            |                  |
| ---------------- | ------------------ | ---------------------- | ---------------- | ---------------- |
| 1.               | Jon Barrenetxea    | Caja Rural-Seguros RGA | 30 point         |                  |
| 2.               | Álvaro Cuadros     | Caja Rural-Seguros RGA | 24 point         |                  |
| 3.               | Aleksej Lutsenko   | Astana Qazaqstan Team  | 24 point         |                  |
| 4.               | Xabier Isasa       | Euskaltel-Euskadi      | 21 point         |                  |
| 5.               | Ben O'Connor       | AG2R Citroën Team      | 14 point         |                  |
| 6.               | Miguel Ángel López | Astana Qazaqstan Team  | 12 point         |                  |
| 7.               | Ander Okamika      | Burgos-BH              | 12 point         |                  |
| 8.               | Gotzon Martín      | Euskaltel-Euskadi      | 10 point         |                  |
| 9.               | Lorenzo Fortunato  | Eolo-Kometa            | 7 point          |                  |
| 10.              | Lennard Kämna      | Bora-Hansgrohe         | 6 point          |                  |

| Holdkonkurrence | Holdkonkurrence        | Holdkonkurrence | Holdkonkurrence |
| Hold            | Hold                   | Tid             |                 |
| --------------- | ---------------------- | --------------- | --------------- |
| 1.              | Astana Qazaqstan Team  | 62t 35' 11"     |                 |
| 2.              | Bahrain Victorious     | + 1' 35"        |                 |
| 3.              | Ineos Grenadiers       | + 13' 37"       |                 |
| 4.              | Movistar Team          | + 13' 38"       |                 |
| 5.              | UAE Team Emirates      | + 22' 16"       |                 |
| 6.              | AG2R Citroën Team      | + 28' 01"       |                 |
| 7.              | Bora-Hansgrohe         | + 29' 03"       |                 |
| 8.              | BikeExchange-Jayco     | + 30' 11"       |                 |
| 9.              | Quick-Step Alpha Vinyl | + 33' 36"       |                 |
| 10.             | Caja Rural-Seguros RGA | + 34' 35"       |                 |

| Holdkonkurrence | Holdkonkurrence        | Holdkonkurrence | Holdkonkurrence |
| Hold            | Hold                   | Tid             |                 |
| --------------- | ---------------------- | --------------- | --------------- |
| 1.              | Astana Qazaqstan Team  | 62t 35' 11"     |                 |
| 2.              | Bahrain Victorious     | + 1' 35"        |                 |
| 3.              | Ineos Grenadiers       | + 13' 37"       |                 |
| 4.              | Movistar Team          | + 13' 38"       |                 |
| 5.              | UAE Team Emirates      | + 22' 16"       |                 |
| 6.              | AG2R Citroën Team      | + 28' 01"       |                 |
| 7.              | Bora-Hansgrohe         | + 29' 03"       |                 |
| 8.              | BikeExchange-Jayco     | + 30' 11"       |                 |
| 9.              | Quick-Step Alpha Vinyl | + 33' 36"       |                 |
| 10.             | Caja Rural-Seguros RGA | + 34' 35"       |                 |

## Hold og ryttere
| UCI WorldTeams (12)- UAE Team Emirates - Intermarché-Wanty-Gobert Matériaux - Ineos Grenadiers - Bahrain Victorious - Quick-Step Alpha Vinyl - Bora-Hansgrohe - Astana Qazaqstan Team - Movistar Team - AG2R Citroën Team - Israel-Premier Tech - BikeExchange-Jayco - Lotto-Soudal UCI ProTeams (10)- Euskaltel-Euskadi - Eolo-Kometa - Sport Vlaanderen-Baloise - Gazprom-RusVelo - Caja Rural-Seguros RGA - Burgos-BH - Alpecin-Fenix - TotalEnergies - Equipo Kern Pharma - Human Powered Health |
| |

### Danske ryttere
| Danske ryttere på startlisten |                       |                        |           |
| Rygnummer                     | Rytter                | Hold                   | Placering |
| 71                            | Mikkel Frølich Honoré | Quick-Step Alpha Vinyl | 72        |
| 116                           | Frederik Wandahl      | Bora-Hansgrohe         | 35        |

* DNF = gennemførte ikke

### Startliste
| Astana Qazaqstan Team AST | Astana Qazaqstan Team AST         | Astana Qazaqstan Team AST |
| ------------------------- | --------------------------------- | ------------------------- |
| Nr.                       | Rytter                            | Placering                 |
| 1                         | Miguel Ángel López (COL)          | 3.                        |
| 2                         | Aleksej Lutsenko (KAZ)            | 9.                        |
| 3                         | Simone Velasco (ITA)              | 47.                       |
| 4                         | Nurbergen Nurlykhassym (KAZ)      | DNF-4                     |
| 5                         | Jevgenij Fedorov (KAZ) (landevej) | 74.                       |
| 6                         | Gleb Brussenskij (KAZ)            | DNS-3                     |
| 7                         | Harold Tejada (COL)               | 12.                       |

| Movistar Team MOV | Movistar Team MOV     | Movistar Team MOV |
| ----------------- | --------------------- | ----------------- |
| Nr.               | Rytter                | Placering         |
| 11                | Lluís Mas (ESP)       | 62.               |
| 12                | Imanol Erviti (ESP)   | 93.               |
| 13                | Nelson Oliveira (POR) | 25.               |
| 14                | Juri Hollmann (GER)   | 106.              |
| 15                | Einer Rubio (COL)     | 27.               |
| 16                | Iván Sosa (COL)       | 10.               |
| 17                | Gonzalo Serrano (ESP) | 18.               |

| Ineos Grenadiers IGD | Ineos Grenadiers IGD   | Ineos Grenadiers IGD |
| -------------------- | ---------------------- | -------------------- |
| Nr.                  | Rytter                 | Placering            |
| 21                   | Magnus Sheffield (USA) | 17.                  |
| 22                   | Eddie Dunbar (IRL)     | 28.                  |
| 23                   | Salvatore Puccio (ITA) | 82.                  |
| 24                   | Jhonatan Narváez (ECU) | 22.                  |
| 25                   | Carlos Rodríguez (ESP) | 4.                   |
| 26                   | Cameron Wurf (AUS)     | 105.                 |
| 27                   | Ben Turner (GBR)       | 34.                  |

| BikeExchange-Jayco BEX | BikeExchange-Jayco BEX | BikeExchange-Jayco BEX |
| ---------------------- | ---------------------- | ---------------------- |
| Nr.                    | Rytter                 | Placering              |
| 31                     | Simon Yates (GBR)      | 5.                     |
| 33                     | Luke Durbridge (AUS)   | 48.                    |
| 34                     | Tsgabu Grmay (ETH)     | 38.                    |
| 35                     | Nick Schultz (AUS)     | DNF-4                  |
| 36                     | Matteo Sobrero (ITA)   | DNS-3                  |
| 37                     | Dion Smith (NZL)       | 71.                    |

| Bahrain Victorious TBV | Bahrain Victorious TBV  | Bahrain Victorious TBV |
| ---------------------- | ----------------------- | ---------------------- |
| Nr.                    | Rytter                  | Placering              |
| 41                     | Mikel Landa (ESP)       | 32.                    |
| 42                     | Jack Haig (AUS)         | 6.                     |
| 43                     | Damiano Caruso (ITA)    | 13.                    |
| 44                     | Domen Novak (SLO)       | 73.                    |
| 45                     | Wout Poels (NED)        | 1.                     |
| 46                     | Edoardo Zambanini (ITA) | 33.                    |

| UAE Team Emirates UAD | UAE Team Emirates UAD      | UAE Team Emirates UAD |
| --------------------- | -------------------------- | --------------------- |
| Nr.                   | Rytter                     | Placering             |
| 51                    | Alessandro Covi (ITA)      | 14.                   |
| 52                    | Andrés Camilo Ardila (COL) | 51.                   |
| 53                    | Vegard Stake Laengen (NOR) | 87.                   |
| 55                    | Jan Polanc (SLO)           | 23.                   |
| 56                    | Matteo Trentin (ITA)       | 39.                   |

| Israel-Premier Tech IPT | Israel-Premier Tech IPT  | Israel-Premier Tech IPT |
| ----------------------- | ------------------------ | ----------------------- |
| Nr.                     | Rytter                   | Placering               |
| 61                      | Michael Woods (CAN)      | DNS-2                   |
| 62                      | Guy Niv (ISR)            | DNF-1                   |
| 63                      | Sep Vanmarcke (BEL)      | 90.                     |
| 64                      | Guillaume Boivin (CAN)   | 64.                     |
| 65                      | Simon Clarke (AUS)       | 26.                     |
| 66                      | Alexander Cataford (CAN) | 86.                     |
| 67                      | Corbin Strong (NZL)      | 31.                     |

| Quick-Step Alpha Vinyl QST | Quick-Step Alpha Vinyl QST | Quick-Step Alpha Vinyl QST |
| -------------------------- | -------------------------- | -------------------------- |
| Nr.                        | Rytter                     | Placering                  |
| 71                         | Mikkel Honoré (DEN)        | 72.                        |
| 72                         | Florian Sénéchal (FRA)     | 88.                        |
| 73                         | Dries Devenyns (BEL)       | 30.                        |
| 74                         | Pieter Serry (BEL)         | 65.                        |
| 75                         | Jannik Steimle (GER)       | 84.                        |
| 76                         | Zdeněk Štybar (CZE)        | 56.                        |
| 77                         | Mauri Vansevenant (BEL)    | 8.                         |

| Lotto-Soudal LTS | Lotto-Soudal LTS         | Lotto-Soudal LTS |
| ---------------- | ------------------------ | ---------------- |
| Nr.              | Rytter                   | Placering        |
| 81               | Filippo Conca (ITA)      | 60.              |
| 82               | Steff Cras (BEL)         | 20.              |
| 83               | Cedric Beullens (BEL)    | 89.              |
| 84               | Frederik Frison (BEL)    | 92.              |
| 85               | Sébastien Grignard (BEL) | 67.              |
| 86               | Sylvain Moniquet (BEL)   | 45.              |
| 87               | Kamil Małecki (POL)      | 77.              |

| AG2R Citroën Team ACT | AG2R Citroën Team ACT   | AG2R Citroën Team ACT |
| --------------------- | ----------------------- | --------------------- |
| Nr.                   | Rytter                  | Placering             |
| 91                    | Greg Van Avermaet (BEL) | 61.                   |
| 92                    | Benoît Cosnefroy (FRA)  | 46.                   |
| 93                    | Stan Dewulf (BEL)       | 24.                   |
| 94                    | Lawrence Naesen (BEL)   | 107.                  |
| 95                    | Oliver Naesen (BEL)     | 70.                   |
| 96                    | Ben O'Connor (AUS)      | 7.                    |
| 97                    | Gijs Van Hoecke (BEL)   | 108.                  |

| Intermarché-Wanty-Gobert Matériaux IWG | Intermarché-Wanty-Gobert Matériaux IWG | Intermarché-Wanty-Gobert Matériaux IWG |
| -------------------------------------- | -------------------------------------- | -------------------------------------- |
| Nr.                                    | Rytter                                 | Placering                              |
| 101                                    | Jan Bakelants (BEL)                    | DNF-4                                  |
| 102                                    | Biniam Girmay (ERI)                    | 68.                                    |
| 103                                    | Kobe Goossens (BEL)                    | DNS-3                                  |
| 104                                    | Barnabás Peák (HUN)                    | 102.                                   |
| 105                                    | Domenico Pozzovivo (ITA)               | 21.                                    |
| 106                                    | Taco van der Hoorn (NED)               | 103.                                   |
| 107                                    | Théo Delacroix (FRA)                   | 100.                                   |

| Bora-Hansgrohe BOH | Bora-Hansgrohe BOH     | Bora-Hansgrohe BOH |
| ------------------ | ---------------------- | ------------------ |
| Nr.                | Rytter                 | Placering          |
| 111                | Giovanni Aleotti (ITA) | 81.                |
| 112                | Cesare Benedetti (POL) | 99.                |
| 113                | Emanuel Buchmann (GER) | 15.                |
| 114                | Matteo Fabbro (ITA)    | 101.               |
| 115                | Lennard Kämna (GER)    | 29.                |
| 116                | Frederik Wandahl (DEN) | 35.                |
| 117                | Patrick Gamper (AUT)   | 83.                |

| Alpecin-Fenix AFC | Alpecin-Fenix AFC              | Alpecin-Fenix AFC |
| ----------------- | ------------------------------ | ----------------- |
| Nr.               | Rytter                         | Placering         |
| 121               | Jimmy Janssens (BEL)           | 41.               |
| 122               | Floris De Tier (BEL)           | 80.               |
| 123               | Ayco Bastiaens (BEL)           | DNF-4             |
| 124               | Senne Leysen (BEL)             | 94.               |
| 125               | Stefano Oldani (ITA)           | 19.               |
| 127               | Guillaume Van Keirsbulck (BEL) | DNF-4             |

| Caja Rural-Seguros RGA CJR | Caja Rural-Seguros RGA CJR     | Caja Rural-Seguros RGA CJR |
| -------------------------- | ------------------------------ | -------------------------- |
| Nr.                        | Rytter                         | Placering                  |
| 131                        | Julen Amezqueta (ESP)          | DNF-4                      |
| 132                        | Orluis Aular (VEN)             | 58.                        |
| 133                        | Jefferson Alveiro Cepeda (ECU) | 11.                        |
| 134                        | Álvaro Cuadros (ESP)           | 76.                        |
| 135                        | David González López (ESP)     | 95.                        |
| 136                        | Sergio Martín (ESP)            | 54.                        |
| 137                        | Jon Barrenetxea (ESP)          | 91.                        |

| TotalEnergies TEN | TotalEnergies TEN        | TotalEnergies TEN |
| ----------------- | ------------------------ | ----------------- |
| Nr.               | Rytter                   | Placering         |
| 141               | Niccolò Bonifazio (ITA)  | 85.               |
| 144               | Dries Van Gestel (BEL)   | 79.               |
| 145               | Cristián Rodríguez (ESP) | 2.                |
| 146               | Juraj Sagan (SVK)        | DNF-3             |

| Euskaltel-Euskadi EUS | Euskaltel-Euskadi EUS    | Euskaltel-Euskadi EUS |
| --------------------- | ------------------------ | --------------------- |
| Nr.                   | Rytter                   | Placering             |
| 151                   | Luis Ángel Maté (ESP)    | 43.                   |
| 152                   | Ibai Azurmendi (ESP)     | 42.                   |
| 153                   | Mikel Bizkarra (ESP)     | DNS-1                 |
| 154                   | Xabier Isasa (ESP)       | 57.                   |
| 155                   | Mikel Iturria (ESP)      |                       |
| 156                   | Gotzon Martín (ESP)      | 63.                   |
| 157                   | Antonio Jesús Soto (ESP) | 36.                   |

| Sport Vlaanderen-Baloise SVB | Sport Vlaanderen-Baloise SVB | Sport Vlaanderen-Baloise SVB |
| ---------------------------- | ---------------------------- | ---------------------------- |
| Nr.                          | Rytter                       | Placering                    |
| 161                          | Lindsay De Vylder (BEL)      | 53.                          |
| 162                          | Rune Herregodts (BEL)        | DNF-4                        |
| 163                          | Jenno Berckmoes (BEL)        | 75.                          |
| 164                          | Sander De Pestel (BEL)       | DNF-4                        |
| 165                          | Robbe Ghys (BEL)             | DNF-5                        |
| 166                          | Ward Vanhoof (BEL)           | DNF-4                        |
| 167                          | Kamiel Bonneu (BEL)          | 104.                         |

| Equipo Kern Pharma EKP | Equipo Kern Pharma EKP   | Equipo Kern Pharma EKP |
| ---------------------- | ------------------------ | ---------------------- |
| Nr.                    | Rytter                   | Placering              |
| 171                    | Jon Agirre (ESP)         | DNS-5                  |
| 172                    | Héctor Carretero (ESP)   | 55.                    |
| 173                    | Raúl García Pierna (ESP) | DNF-5                  |
| 174                    | Francisco Galván (ESP)   | 66.                    |
| 175                    | Diego López (ESP)        | 78.                    |
| 176                    | José Félix Parra (ESP)   | 59.                    |
| 177                    | Vojtěch Řepa (CZE)       | 96.                    |

| Gazprom-RusVelo GAZ | Gazprom-RusVelo GAZ          | Gazprom-RusVelo GAZ |
| ------------------- | ---------------------------- | ------------------- |
| Nr.                 | Rytter                       | Placering           |
| 181                 | Nikolaj Tjerkasov (RUS)      | DNS-3               |
| 182                 | José Manuel Díaz (ESP)       | DNS-3               |
| 184                 | Alessandro Fedeli (ITA)      | DNS-3               |
| 185                 | Sergej Tjernetskij (RUS)     | DNS-3               |
| 186                 | Artjom Nytj (RUS) (landevej) | DNF-1               |

| Burgos-BH BBH | Burgos-BH BBH                  | Burgos-BH BBH |
| ------------- | ------------------------------ | ------------- |
| Nr.           | Rytter                         | Placering     |
| 192           | Juan Antonio López-Cózar (ESP) |               |
| 193           | Adrià Moreno (ESP)             | 69.           |
| 194           | Daniel Navarro (ESP)           | 40.           |
| 195           | Ander Okamika (ESP)            | 49.           |
| 196           | Pelayo Sánchez (ESP)           | DNF-1         |
| 197           | Felipe Orts (ESP)              | DNF-2         |

| Eolo-Kometa EOK | Eolo-Kometa EOK         | Eolo-Kometa EOK |
| --------------- | ----------------------- | --------------- |
| Nr.             | Rytter                  | Placering       |
| 201             | Vincenzo Albanese (ITA) | 50.             |
| 202             | Mark Christian (GBR)    | 44.             |
| 203             | Lorenzo Fortunato (ITA) | 16.             |
| 204             | Alejandro Ropero (ESP)  | 98.             |
| 205             | Francesco Gavazzi (ITA) | 52.             |
| 206             | Diego Sevilla (ESP)     | 97.             |
| 207             | Diego Rosa (ITA)        | 37.             |

| Human Powered Health HPM | Human Powered Health HPM | Human Powered Health HPM |
| ------------------------ | ------------------------ | ------------------------ |
| Nr.                      | Rytter                   | Placering                |
| 211                      | Gavin Mannion (USA)      | DNS-3                    |
| 212                      | Stephen Bassett (USA)    | DNS-3                    |
| 213                      | Nathan Brown (USA)       | DNF-1                    |
| 214                      | Chad Haga (USA)          | DNS-3                    |
| 216                      | Ben King (USA)           | DNS-3                    |

| Astana Qazaqstan Team AST | Astana Qazaqstan Team AST         | Astana Qazaqstan Team AST |
| ------------------------- | --------------------------------- | ------------------------- |
| Nr.                       | Rytter                            | Placering                 |
| 1                         | Miguel Ángel López (COL)          | 3.                        |
| 2                         | Aleksej Lutsenko (KAZ)            | 9.                        |
| 3                         | Simone Velasco (ITA)              | 47.                       |
| 4                         | Nurbergen Nurlykhassym (KAZ)      | DNF-4                     |
| 5                         | Jevgenij Fedorov (KAZ) (landevej) | 74.                       |
| 6                         | Gleb Brussenskij (KAZ)            | DNS-3                     |
| 7                         | Harold Tejada (COL)               | 12.                       |

| Movistar Team MOV | Movistar Team MOV     | Movistar Team MOV |
| ----------------- | --------------------- | ----------------- |
| Nr.               | Rytter                | Placering         |
| 11                | Lluís Mas (ESP)       | 62.               |
| 12                | Imanol Erviti (ESP)   | 93.               |
| 13                | Nelson Oliveira (POR) | 25.               |
| 14                | Juri Hollmann (GER)   | 106.              |
| 15                | Einer Rubio (COL)     | 27.               |
| 16                | Iván Sosa (COL)       | 10.               |
| 17                | Gonzalo Serrano (ESP) | 18.               |

| Ineos Grenadiers IGD | Ineos Grenadiers IGD   | Ineos Grenadiers IGD |
| -------------------- | ---------------------- | -------------------- |
| Nr.                  | Rytter                 | Placering            |
| 21                   | Magnus Sheffield (USA) | 17.                  |
| 22                   | Eddie Dunbar (IRL)     | 28.                  |
| 23                   | Salvatore Puccio (ITA) | 82.                  |
| 24                   | Jhonatan Narváez (ECU) | 22.                  |
| 25                   | Carlos Rodríguez (ESP) | 4.                   |
| 26                   | Cameron Wurf (AUS)     | 105.                 |
| 27                   | Ben Turner (GBR)       | 34.                  |

| BikeExchange-Jayco BEX | BikeExchange-Jayco BEX | BikeExchange-Jayco BEX |
| ---------------------- | ---------------------- | ---------------------- |
| Nr.                    | Rytter                 | Placering              |
| 31                     | Simon Yates (GBR)      | 5.                     |
| 33                     | Luke Durbridge (AUS)   | 48.                    |
| 34                     | Tsgabu Grmay (ETH)     | 38.                    |
| 35                     | Nick Schultz (AUS)     | DNF-4                  |
| 36                     | Matteo Sobrero (ITA)   | DNS-3                  |
| 37                     | Dion Smith (NZL)       | 71.                    |

| Bahrain Victorious TBV | Bahrain Victorious TBV  | Bahrain Victorious TBV |
| ---------------------- | ----------------------- | ---------------------- |
| Nr.                    | Rytter                  | Placering              |
| 41                     | Mikel Landa (ESP)       | 32.                    |
| 42                     | Jack Haig (AUS)         | 6.                     |
| 43                     | Damiano Caruso (ITA)    | 13.                    |
| 44                     | Domen Novak (SLO)       | 73.                    |
| 45                     | Wout Poels (NED)        | 1.                     |
| 46                     | Edoardo Zambanini (ITA) | 33.                    |

| UAE Team Emirates UAD | UAE Team Emirates UAD      | UAE Team Emirates UAD |
| --------------------- | -------------------------- | --------------------- |
| Nr.                   | Rytter                     | Placering             |
| 51                    | Alessandro Covi (ITA)      | 14.                   |
| 52                    | Andrés Camilo Ardila (COL) | 51.                   |
| 53                    | Vegard Stake Laengen (NOR) | 87.                   |
| 55                    | Jan Polanc (SLO)           | 23.                   |
| 56                    | Matteo Trentin (ITA)       | 39.                   |

| Israel-Premier Tech IPT | Israel-Premier Tech IPT  | Israel-Premier Tech IPT |
| ----------------------- | ------------------------ | ----------------------- |
| Nr.                     | Rytter                   | Placering               |
| 61                      | Michael Woods (CAN)      | DNS-2                   |
| 62                      | Guy Niv (ISR)            | DNF-1                   |
| 63                      | Sep Vanmarcke (BEL)      | 90.                     |
| 64                      | Guillaume Boivin (CAN)   | 64.                     |
| 65                      | Simon Clarke (AUS)       | 26.                     |
| 66                      | Alexander Cataford (CAN) | 86.                     |
| 67                      | Corbin Strong (NZL)      | 31.                     |

| Quick-Step Alpha Vinyl QST | Quick-Step Alpha Vinyl QST | Quick-Step Alpha Vinyl QST |
| -------------------------- | -------------------------- | -------------------------- |
| Nr.                        | Rytter                     | Placering                  |
| 71                         | Mikkel Honoré (DEN)        | 72.                        |
| 72                         | Florian Sénéchal (FRA)     | 88.                        |
| 73                         | Dries Devenyns (BEL)       | 30.                        |
| 74                         | Pieter Serry (BEL)         | 65.                        |
| 75                         | Jannik Steimle (GER)       | 84.                        |
| 76                         | Zdeněk Štybar (CZE)        | 56.                        |
| 77                         | Mauri Vansevenant (BEL)    | 8.                         |

| Lotto-Soudal LTS | Lotto-Soudal LTS         | Lotto-Soudal LTS |
| ---------------- | ------------------------ | ---------------- |
| Nr.              | Rytter                   | Placering        |
| 81               | Filippo Conca (ITA)      | 60.              |
| 82               | Steff Cras (BEL)         | 20.              |
| 83               | Cedric Beullens (BEL)    | 89.              |
| 84               | Frederik Frison (BEL)    | 92.              |
| 85               | Sébastien Grignard (BEL) | 67.              |
| 86               | Sylvain Moniquet (BEL)   | 45.              |
| 87               | Kamil Małecki (POL)      | 77.              |

| AG2R Citroën Team ACT | AG2R Citroën Team ACT   | AG2R Citroën Team ACT |
| --------------------- | ----------------------- | --------------------- |
| Nr.                   | Rytter                  | Placering             |
| 91                    | Greg Van Avermaet (BEL) | 61.                   |
| 92                    | Benoît Cosnefroy (FRA)  | 46.                   |
| 93                    | Stan Dewulf (BEL)       | 24.                   |
| 94                    | Lawrence Naesen (BEL)   | 107.                  |
| 95                    | Oliver Naesen (BEL)     | 70.                   |
| 96                    | Ben O'Connor (AUS)      | 7.                    |
| 97                    | Gijs Van Hoecke (BEL)   | 108.                  |

| Intermarché-Wanty-Gobert Matériaux IWG | Intermarché-Wanty-Gobert Matériaux IWG | Intermarché-Wanty-Gobert Matériaux IWG |
| -------------------------------------- | -------------------------------------- | -------------------------------------- |
| Nr.                                    | Rytter                                 | Placering                              |
| 101                                    | Jan Bakelants (BEL)                    | DNF-4                                  |
| 102                                    | Biniam Girmay (ERI)                    | 68.                                    |
| 103                                    | Kobe Goossens (BEL)                    | DNS-3                                  |
| 104                                    | Barnabás Peák (HUN)                    | 102.                                   |
| 105                                    | Domenico Pozzovivo (ITA)               | 21.                                    |
| 106                                    | Taco van der Hoorn (NED)               | 103.                                   |
| 107                                    | Théo Delacroix (FRA)                   | 100.                                   |

| Bora-Hansgrohe BOH | Bora-Hansgrohe BOH     | Bora-Hansgrohe BOH |
| ------------------ | ---------------------- | ------------------ |
| Nr.                | Rytter                 | Placering          |
| 111                | Giovanni Aleotti (ITA) | 81.                |
| 112                | Cesare Benedetti (POL) | 99.                |
| 113                | Emanuel Buchmann (GER) | 15.                |
| 114                | Matteo Fabbro (ITA)    | 101.               |
| 115                | Lennard Kämna (GER)    | 29.                |
| 116                | Frederik Wandahl (DEN) | 35.                |
| 117                | Patrick Gamper (AUT)   | 83.                |

| Alpecin-Fenix AFC | Alpecin-Fenix AFC              | Alpecin-Fenix AFC |
| ----------------- | ------------------------------ | ----------------- |
| Nr.               | Rytter                         | Placering         |
| 121               | Jimmy Janssens (BEL)           | 41.               |
| 122               | Floris De Tier (BEL)           | 80.               |
| 123               | Ayco Bastiaens (BEL)           | DNF-4             |
| 124               | Senne Leysen (BEL)             | 94.               |
| 125               | Stefano Oldani (ITA)           | 19.               |
| 127               | Guillaume Van Keirsbulck (BEL) | DNF-4             |

| Caja Rural-Seguros RGA CJR | Caja Rural-Seguros RGA CJR     | Caja Rural-Seguros RGA CJR |
| -------------------------- | ------------------------------ | -------------------------- |
| Nr.                        | Rytter                         | Placering                  |
| 131                        | Julen Amezqueta (ESP)          | DNF-4                      |
| 132                        | Orluis Aular (VEN)             | 58.                        |
| 133                        | Jefferson Alveiro Cepeda (ECU) | 11.                        |
| 134                        | Álvaro Cuadros (ESP)           | 76.                        |
| 135                        | David González López (ESP)     | 95.                        |
| 136                        | Sergio Martín (ESP)            | 54.                        |
| 137                        | Jon Barrenetxea (ESP)          | 91.                        |

| TotalEnergies TEN | TotalEnergies TEN        | TotalEnergies TEN |
| ----------------- | ------------------------ | ----------------- |
| Nr.               | Rytter                   | Placering         |
| 141               | Niccolò Bonifazio (ITA)  | 85.               |
| 144               | Dries Van Gestel (BEL)   | 79.               |
| 145               | Cristián Rodríguez (ESP) | 2.                |
| 146               | Juraj Sagan (SVK)        | DNF-3             |

| Euskaltel-Euskadi EUS | Euskaltel-Euskadi EUS    | Euskaltel-Euskadi EUS |
| --------------------- | ------------------------ | --------------------- |
| Nr.                   | Rytter                   | Placering             |
| 151                   | Luis Ángel Maté (ESP)    | 43.                   |
| 152                   | Ibai Azurmendi (ESP)     | 42.                   |
| 153                   | Mikel Bizkarra (ESP)     | DNS-1                 |
| 154                   | Xabier Isasa (ESP)       | 57.                   |
| 155                   | Mikel Iturria (ESP)      |                       |
| 156                   | Gotzon Martín (ESP)      | 63.                   |
| 157                   | Antonio Jesús Soto (ESP) | 36.                   |

| Sport Vlaanderen-Baloise SVB | Sport Vlaanderen-Baloise SVB | Sport Vlaanderen-Baloise SVB |
| ---------------------------- | ---------------------------- | ---------------------------- |
| Nr.                          | Rytter                       | Placering                    |
| 161                          | Lindsay De Vylder (BEL)      | 53.                          |
| 162                          | Rune Herregodts (BEL)        | DNF-4                        |
| 163                          | Jenno Berckmoes (BEL)        | 75.                          |
| 164                          | Sander De Pestel (BEL)       | DNF-4                        |
| 165                          | Robbe Ghys (BEL)             | DNF-5                        |
| 166                          | Ward Vanhoof (BEL)           | DNF-4                        |
| 167                          | Kamiel Bonneu (BEL)          | 104.                         |

| Equipo Kern Pharma EKP | Equipo Kern Pharma EKP   | Equipo Kern Pharma EKP |
| ---------------------- | ------------------------ | ---------------------- |
| Nr.                    | Rytter                   | Placering              |
| 171                    | Jon Agirre (ESP)         | DNS-5                  |
| 172                    | Héctor Carretero (ESP)   | 55.                    |
| 173                    | Raúl García Pierna (ESP) | DNF-5                  |
| 174                    | Francisco Galván (ESP)   | 66.                    |
| 175                    | Diego López (ESP)        | 78.                    |
| 176                    | José Félix Parra (ESP)   | 59.                    |
| 177                    | Vojtěch Řepa (CZE)       | 96.                    |

| Gazprom-RusVelo GAZ | Gazprom-RusVelo GAZ          | Gazprom-RusVelo GAZ |
| ------------------- | ---------------------------- | ------------------- |
| Nr.                 | Rytter                       | Placering           |
| 181                 | Nikolaj Tjerkasov (RUS)      | DNS-3               |
| 182                 | José Manuel Díaz (ESP)       | DNS-3               |
| 184                 | Alessandro Fedeli (ITA)      | DNS-3               |
| 185                 | Sergej Tjernetskij (RUS)     | DNS-3               |
| 186                 | Artjom Nytj (RUS) (landevej) | DNF-1               |

| Burgos-BH BBH | Burgos-BH BBH                  | Burgos-BH BBH |
| ------------- | ------------------------------ | ------------- |
| Nr.           | Rytter                         | Placering     |
| 192           | Juan Antonio López-Cózar (ESP) |               |
| 193           | Adrià Moreno (ESP)             | 69.           |
| 194           | Daniel Navarro (ESP)           | 40.           |
| 195           | Ander Okamika (ESP)            | 49.           |
| 196           | Pelayo Sánchez (ESP)           | DNF-1         |
| 197           | Felipe Orts (ESP)              | DNF-2         |

| Eolo-Kometa EOK | Eolo-Kometa EOK         | Eolo-Kometa EOK |
| --------------- | ----------------------- | --------------- |
| Nr.             | Rytter                  | Placering       |
| 201             | Vincenzo Albanese (ITA) | 50.             |
| 202             | Mark Christian (GBR)    | 44.             |
| 203             | Lorenzo Fortunato (ITA) | 16.             |
| 204             | Alejandro Ropero (ESP)  | 98.             |
| 205             | Francesco Gavazzi (ITA) | 52.             |
| 206             | Diego Sevilla (ESP)     | 97.             |
| 207             | Diego Rosa (ITA)        | 37.             |

| Human Powered Health HPM | Human Powered Health HPM | Human Powered Health HPM |
| ------------------------ | ------------------------ | ------------------------ |
| Nr.                      | Rytter                   | Placering                |
| 211                      | Gavin Mannion (USA)      | DNS-3                    |
| 212                      | Stephen Bassett (USA)    | DNS-3                    |
| 213                      | Nathan Brown (USA)       | DNF-1                    |
| 214                      | Chad Haga (USA)          | DNS-3                    |
| 216                      | Ben King (USA)           | DNS-3                    |